# Растрелли, Бартоломео Карло
Бартоломе́о Растре́лли (ошибочно — «Бартоломео Карло»; итал. Rastrèlli, Bartolomeo, 11 января 1666, Флоренция — 18 (29) ноября 1744, Санкт-Петербург) — итальянский и российский архитектор, скульптор, бронзолитейщик, чеканщик и ювелир. Известен тем, что работал в России и создал конный монумент Петру I в Санкт-Петербурге.

## Биография
Бартоломео Растрелли происходил из старинного, но обедневшего дворянского рода во Флоренции, знал французский и латинский языки, архитектуру, скульптуру, бронзовое литьё и ювелирное дело. В 1698—1699 годах работал в Риме, но достойных заказов не находил и с рекомендательным письмом аббата Атто Мелани в 1699 году уехал в Париж, ко двору «Короля-Солнце» Людовика XIV. В Париже в 1700 году в семье Растрелли родился сын — будущий выдающийся архитектор Франческо Бартоломео Растрелли.
Во Франции пышное итальянское барокко казалось чуждым, в Париже и Версале господствовал более классичный стиль Людовика XIV. За шестнадцать лет пребывания во Франции Растрелли Старший создал лишь одно произведение: надгробие бывшему королевскому министру Симону Арно в парижской церкви Святого Медерика. Кроме того, было много рисунков и нереализованных проектов. Однако, обретя покровителя в лице итальянца, папского нунция Филиппа Антонио Гуалтерио, знатока и собирателя старинных медалей, Растрелли сумел получить титул графа Папского государства и орден Иоанна Латеранского.
В 1715 году умер французский король и многие придворные художники остались без заказов. В России царь Пётр I, оценив ситуацию, послал из Петербурга в Париж депешу русскому резиденту Конону Никитичу Зотову: «… понеже король французский умер, а наследник зело молод, то, чаю, многие мастеровые люди будут искать фортуны в иных государствах, для чего наведывайся о таких и пиши, дабы потребных не пропускать».
19 октября 1715 года был подписан контракт, по которому «Господин Растрелли Флоренский, кавалер ордена Святого Иоанна Латеранского, обязуется ехать в Санкт-Петербург с сыном своим и учеником своим и работать там в службе Его Царского Величества три года…». В ноябре 1715 года Растрелли выехал из Парижа и в следующем году (24 марта 1716 года по старому стилю) прибыл в Петербург, обязуясь «работать во всех художествах и ремёслах».

## Творчество
Растрелли начал свою карьеру в России в качестве архитектора в Стрельне, в проектировании Стрельнинского дворца. Под его руководством начали рыть каналы и высаживать деревья на территории парка, однако через четыре месяца в Россию прибыл из Франции архитектор Жан-Батист Леблон. Вероятно, из-за конкуренции с Леблоном и конфликта между архитекторами Растрелли был отстранён от строительных работ. Потерпев неудачу в архитектурной деятельности, Растрелли был вынужден заниматься скульптурой и литейным делом. Растрелли поселили в отдельном доме на Первой линии (на месте нынешнего дома 29 по Шпалерной улице). В двух специально выстроенных для работы «анбарах» придворный скульптор создал многие произведения.
Первой скульптурной работой, выполненной Растрелли Старшим в России, стал бронзовый бюст Александра Даниловича Меншикова (1716—1717; Эрмитаж, Санкт-Петербург). Бюст Петра Великого (1723), изображённого в парадной рыцарской кирасе и горностаевой мантии с лентой ордена Андрея Первозванного, впечатляет истинной романтикой и экспрессией стиля «петровского барокко». Следующими скульптурными произведениями, выполненными Растрелли в Санкт-Петербурге, стали фигуры из позолоченного свинца на темы басен Эзопа для Летнего сада. Впоследствии они были подарены Екатериной II графу Генриху Иоганну Фридриху Остерману и Ивану Ивановичу Бецкому, и не сохранились.
Один из важных проектов, задуманных Петром Великим, —"Триумфальный столп" в честь победы в Северной войне, который предполагалось установить на одной из площадей Санкт-Петербурга, «чтобы в нём явить и показать виктории, Его Величеством одержанные». Первая модель Триумфального столпа была представлена Растрелли для одобрения в 1721 году, а в октябре 1723 года были готовы восковые модели барельефов. Дальнейшую работу по отливке из бронзы в «токарне» Петра I возглавил Андрей Константинович Нартов. В работе также приняли участие Николя Пино, Аадрей Константинович Нартов, Ф. Зингер. Триумфальный столп не был завершён. В Ротонде Санкт-Петербургского Эрмитажа экспонируется его уменьшённая реконструкция. Замечательны по пластике отдельные рельефы, предназначавшиеся для столпа: «Основание Петербурга», «Полтавский бой», «Гангутский бой», «Ништадский мир»… Всего в собрании Эрмитажа хранится двенадцать барельефов.
Растрелли снял гипсовые прижизненную (1717) и посмертную (1725, позднее отлитую в бронзе) маски царя Петра по примеру создания французским скульптором Антуаном Бенуа «восковой персоны» короля Людовика XIV. В ноябре 1721 года по снятой прижизненной маске Растрелли создал гипсовую голову царя, и на её основе — знаменитую «восковую персону» (1725). С 1992 года она экспонируется в Зимнем дворце Петра I (Эрмитаж).
В царствование Анны Иоанновны (1730—1740) Растрелли выполнил из бронзы скульптурную группу «Анна Иоанновна с арапчонком» (1741).
Безусловный шедевр Растрелли — первый в России конный монумент Петру I.

## Память
В 1995 году на месте не сохранившегося Сампсониевского кладбища в Санкт-Петербурге, где был похоронен сын скульптора — архитектор Бартоломео Франческо Растрелли, был открыт памятник, посвящённый его авторами архитектором Вячеславом Бухаевым и скульптором Михаилом Шемякиным — Первостроителям Санкт-Петербурга, к числу которых можно причислить и скульптора Бартоломео Карло Растрелли.

## Галерея

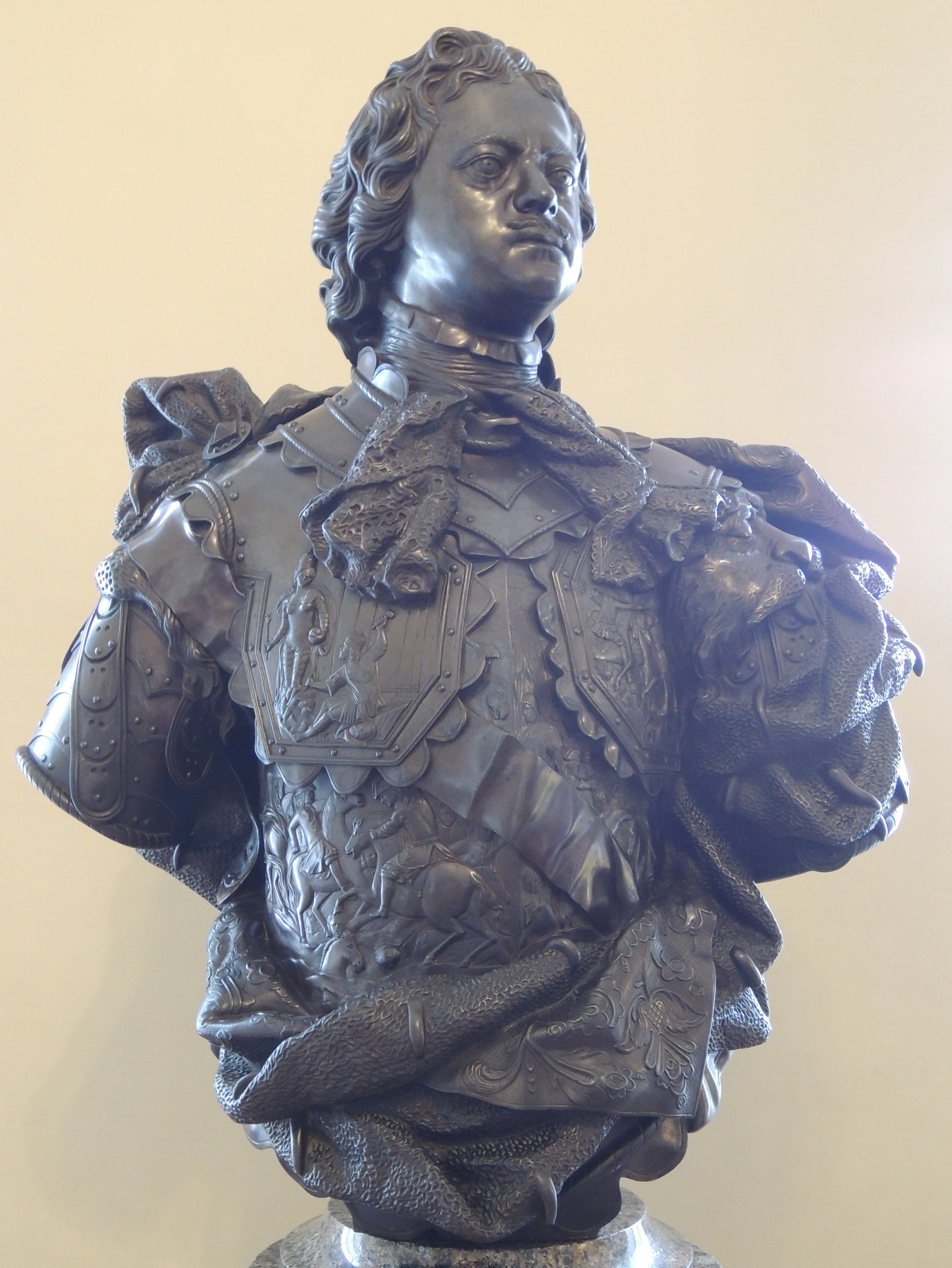
Пётр I. 1723. Бронза. Эрмитаж, Санкт-Петербург
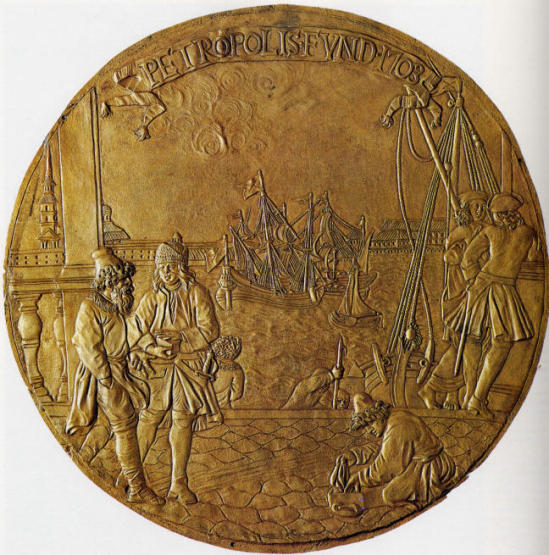
Основание Петербурга. Медальон для Триумфального столпа. 1723. Бронза. Эрмитаж, Санкт-Петербург
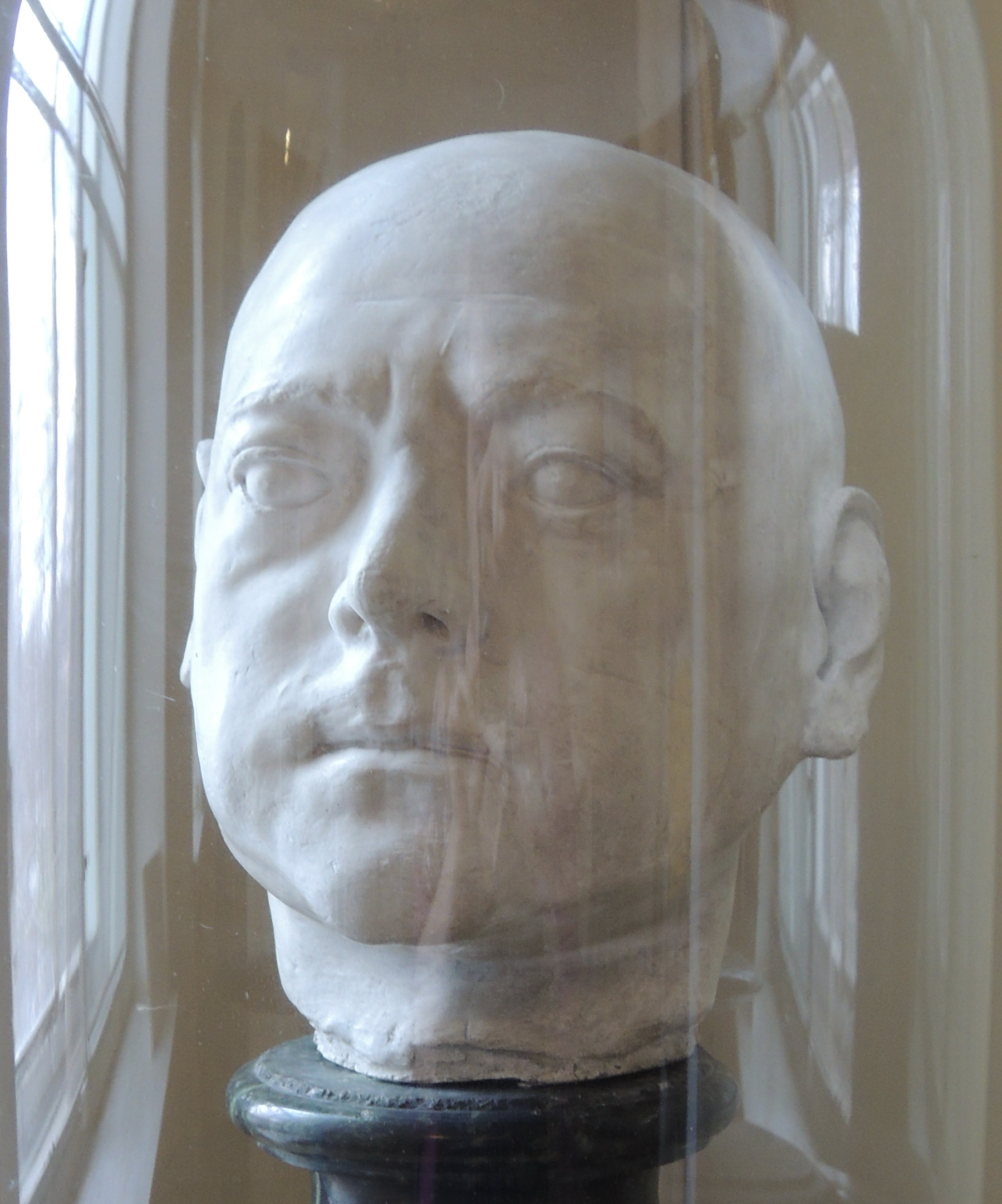
Посмертная маска Петра I. Гипс. Слепок 1903 г. Русский музей, Санкт-Петербург
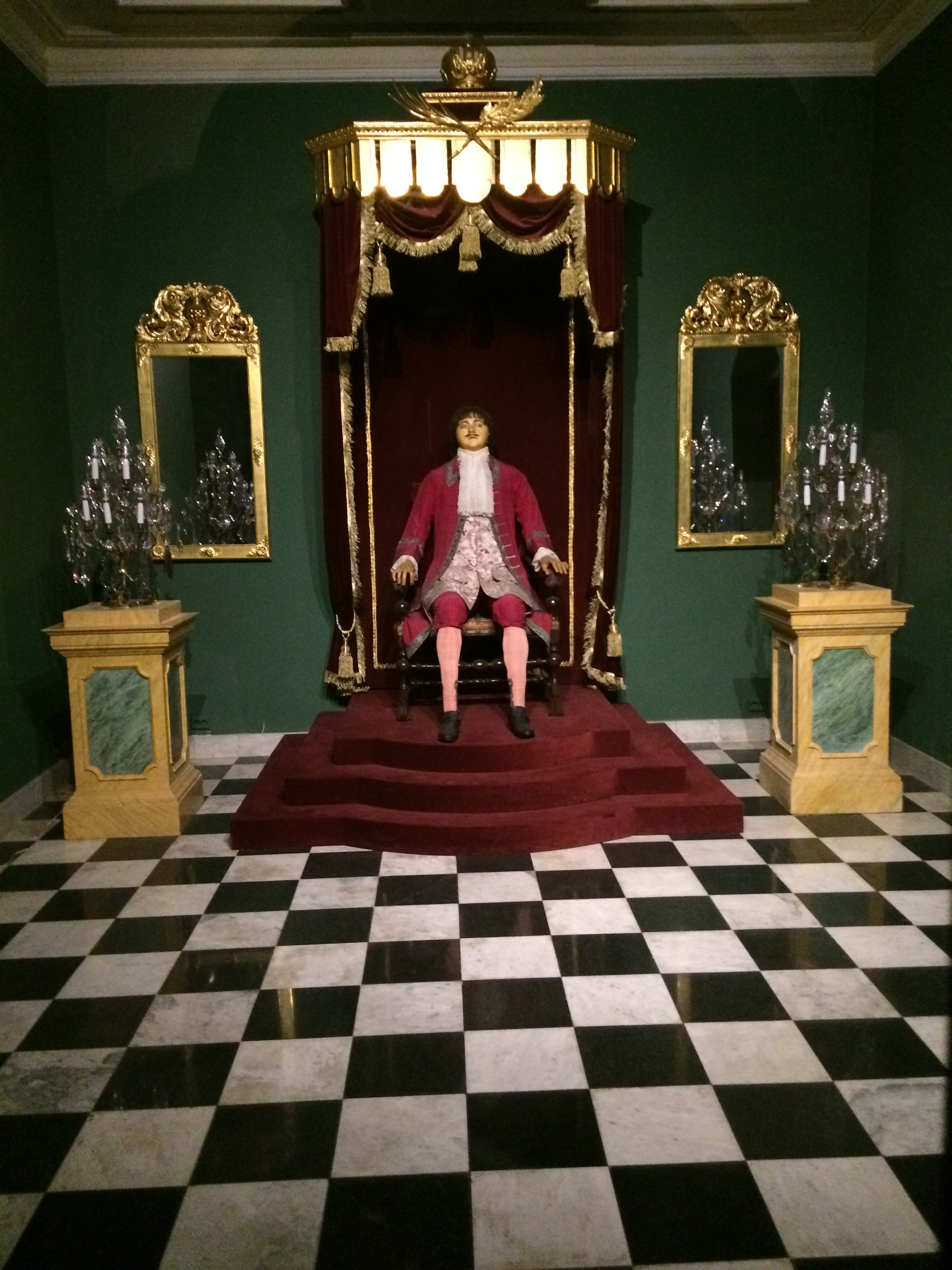
«Восковая персона» Петра I. 1725. Зимний дворец Петра I. Санкт-Петербург
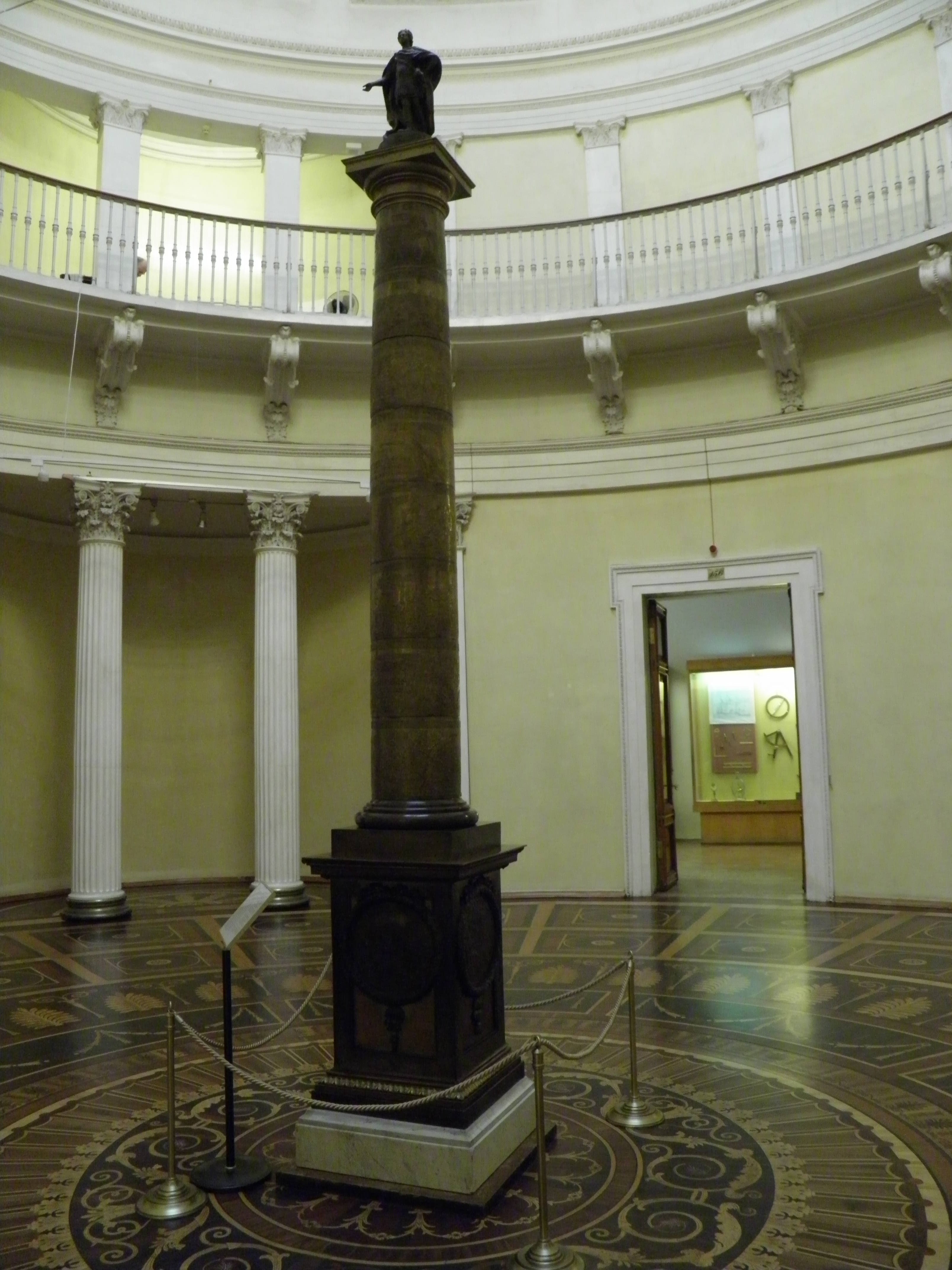
«Триумфальный столп» (реконструкция) в Ротонде здания Зимнего дворца
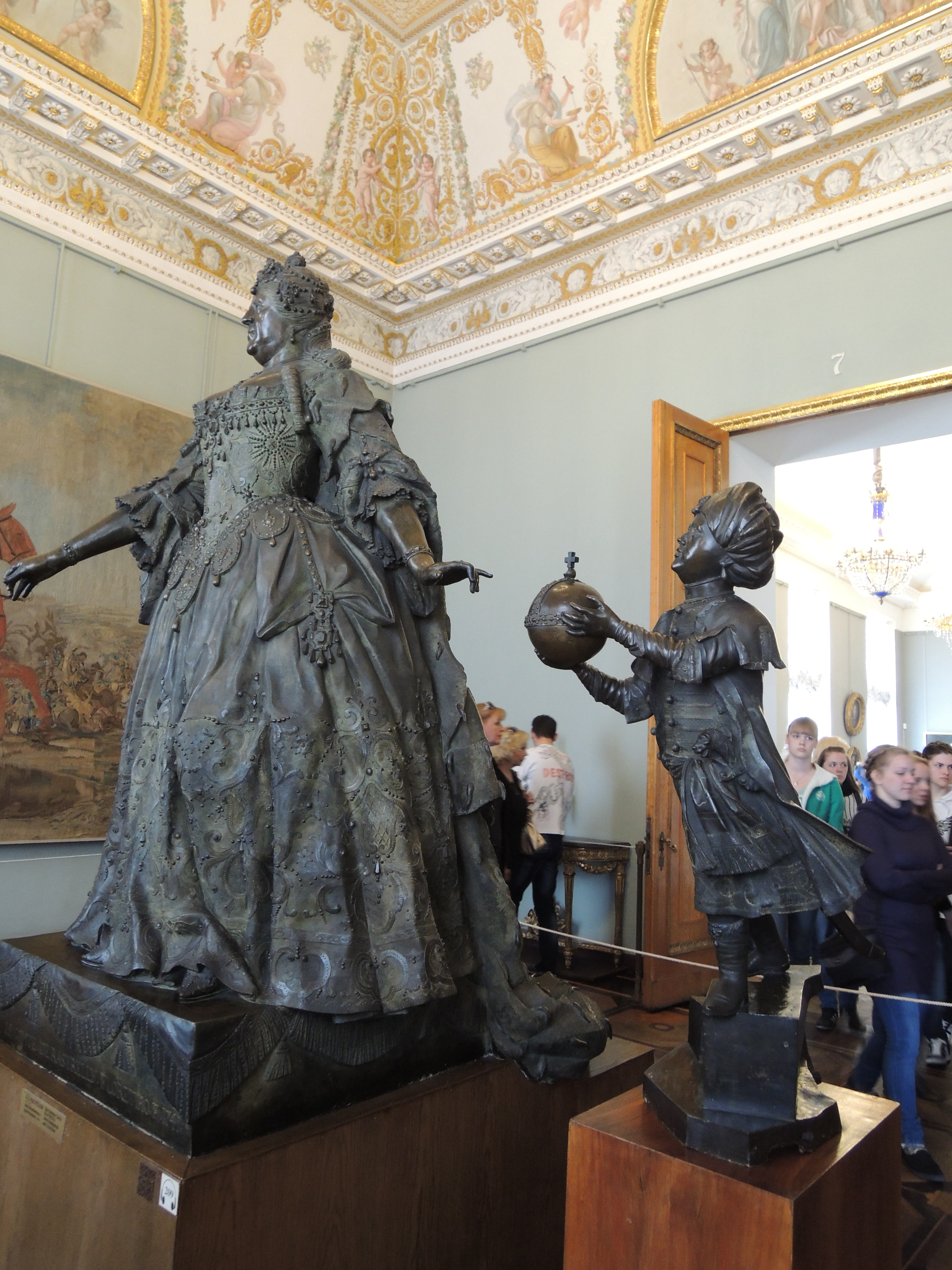
Анна Иоанновна с арапчонком. 1741. Бронза. Русский музей, Санкт-Петербург
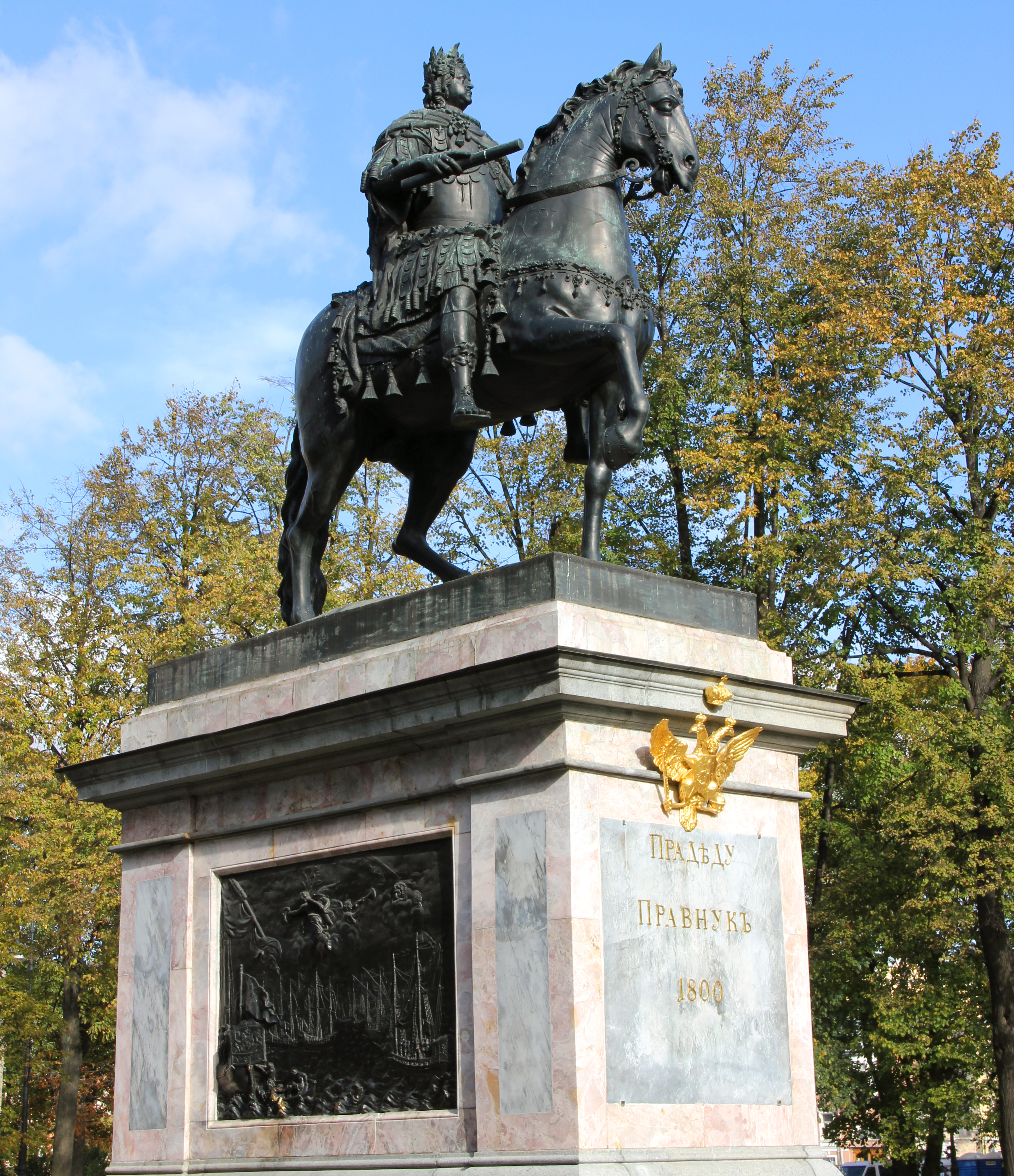
Конный памятник Петру I перед Михайловским замком в Санкт-Петербурге. 1716—1747